# Pythonaster
Pythonaster is een geslacht van zeesterren uit de familie Myxasteridae.

## Soorten
- Pythonaster atlantidis A.H. Clark, 1948
- Pythonaster murrayi Sladen, 1889
- Pythonaster pacificus Downey, 1979